# Влодзімеж Ленкевич
Влодзімеж Ремігіуш Ленкевич-Іпогорський гербу Котвич (пол. Włodzimierz Remigiusz Lenkiewicz-Ipohorski; 1878, с. Телешниця Ошварова — перед 1966, Лондон) — польський історик, педагог, урядовий комісар (1920—1926) і бургомістр (1929—1934) Тернополя, почесний громадянин Тернополя.

## Життєпис
Народився 1878 року в Телешниці Ошваровій (Ліського повіту, Королівство Галичини та Володимирії, Австро-Угорська імперія, нині Бещадського повіту Підкарпатського воєводства Республіки Польща). Мав брата Адама (1888—1941) і сестру Марію (1888—1948). 
Під час четвертого року студій на Філософському факультеті Львівського університету в 1899 році отримав стипендію фундації Барчевського. Закінчив навчання з науковим ступенем доктора філософії. Був звичайним членом Історичного товариства у Львові і Повітової шкільної ради.
Став учителем історії та географії. У березні 1902 року зі заступника вчителя іменований вчителем середніх шкіл і переведений з П'ятої львівської гімназії до гімназії в Тарнові. Упродовж 1911—1931 років був директором Другої тернопільської гімназії ім. Юліуша Словацького.

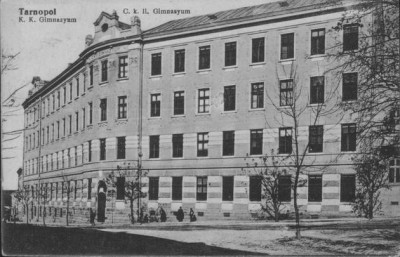
Будинок колишньої Другої тернопільської гімназії ім. Юліуша Словацького

Під час Першої світової війни заснував у Тернополі Товариство польське, пізніше в часі польсько-української війни був інтернований українцями (1919).
Від 1920 до січня 1926 року був урядовим комісаром м. Тернопіль. Тоді міська рада надала йому звання почесного громадянина Тернополя. Від 1921 до 1927 — голова футбольного клубу «Креси». 1929—1934 — бургомістр Тернополя. Будучи на посаді директора Другої тернопільської гімназії, 5 грудня 1929 року взяв відпустку для виконання уряду бургомістра, а 30 листопада 1931 року на власне прохання переведений у стан спочинку. У березні 1933 року став заступником голови комітету в справі будівництва пам'ятника Юзефові Пілсудському в Тернополі. У 1930-х роках був власником автомобіля, що на той час ще було доволі рідкісним явищем у Тернополі.
Був одружений, мав двох дітей (1900 і 1903 р.н.). Помер перед 1966 роком у Лондоні.

## Відзнаки
- Хрест Незалежності[5]
- Офіцерський хрест Ордена Відродження Польщі (2 травня 1924)[5][17]
- Ювілейний хрест для урядовців і цивільних службовців (Австро-Угорщина)[9]
- Почесний громадянин Тернополя (1926)

## Публікації
- «Udział Rosji w pokoju karłowickim 1699» (1901)[18],
- «Wychowanie estetyczne młodzieży» [Архівовано 7 березня 2017 у Wayback Machine.] (1912).